# يحيى بيترا الكلنتني
السلطان يحيى بيترا بن إبراهيم الكلنتني ولد 10 ديسمبر 1917 في كوتا بهارو، كلنتن. كان سلطان ماليزيا منذ ديسمبر 1917 حتى وفاته 29 مارس 1979.